# 남극점

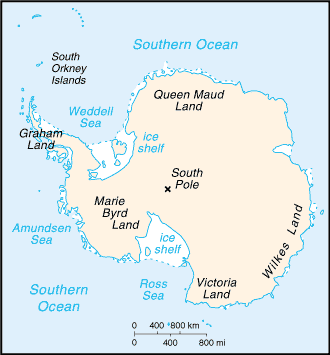
남극점의 위치

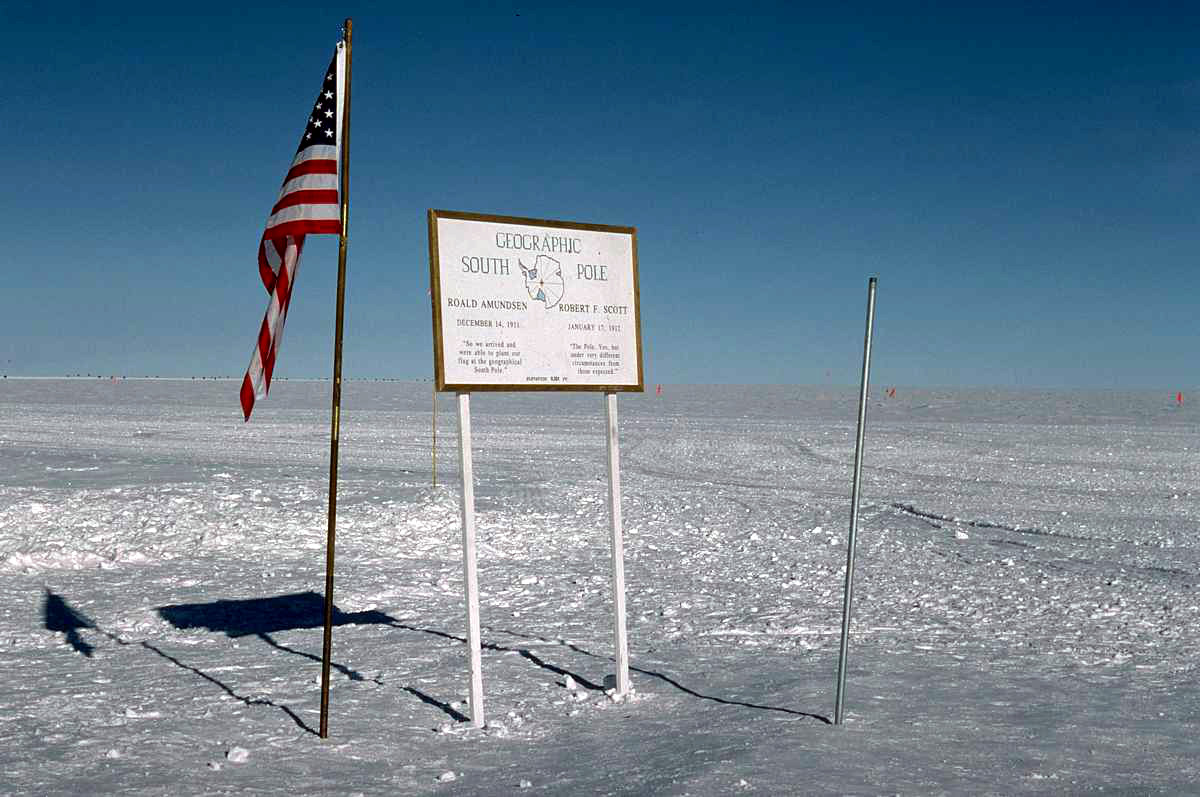
남극점의 2000년 모습

남극점(南極點)은 보통 지구의 가장 남쪽, 남위 90° 지점을 말한다. 현재 조금씩 이동하고 있다. 평균 고도는 2835m이다.
최초로 남극점에 도달한 것은 노르웨이의 로알 아문센의 팀으로 1911년 12월 14일에 도달하였다. 경쟁자였던 로버트 팰컨 스콧은 한 달 늦게 남극점에 도달하였다. 스콧 일행은 되돌아오는 길에 추위와 허기에 지쳐 모두 사망했다.
남극점에는 극점(極點) 첫 도착을 경쟁한 아문센과 스콧의 이름을 딴 아문센-스콧 기지(미국)가 설치되어 있다.

## 지리

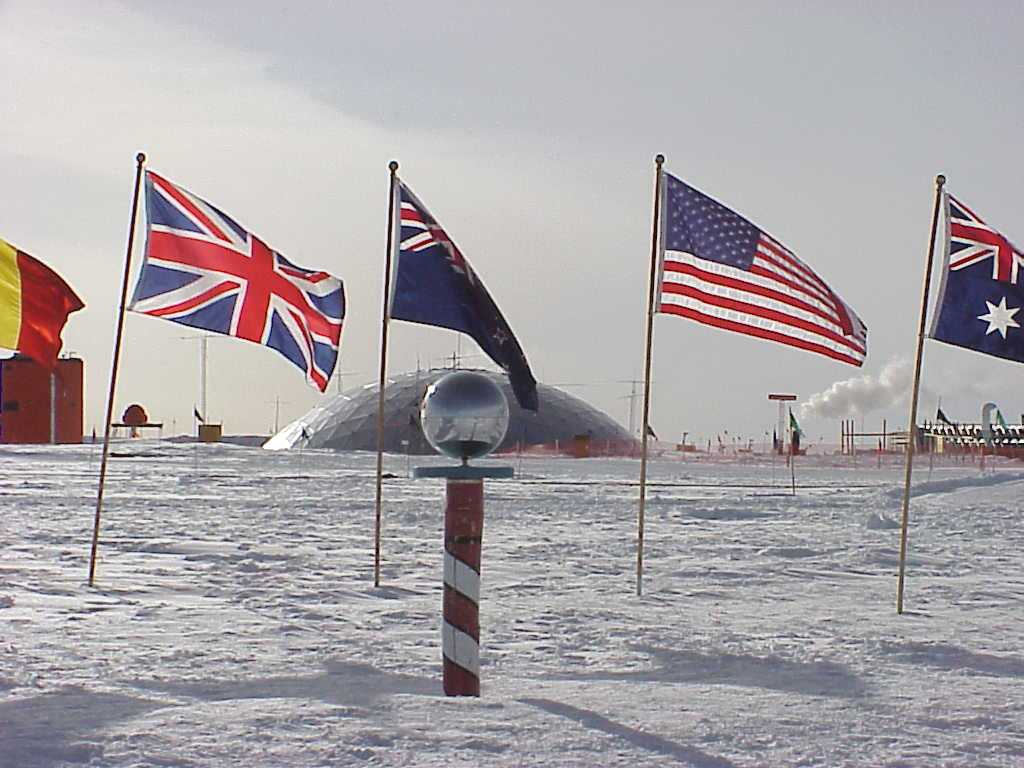
The Ceremonial South Pole in 1998.

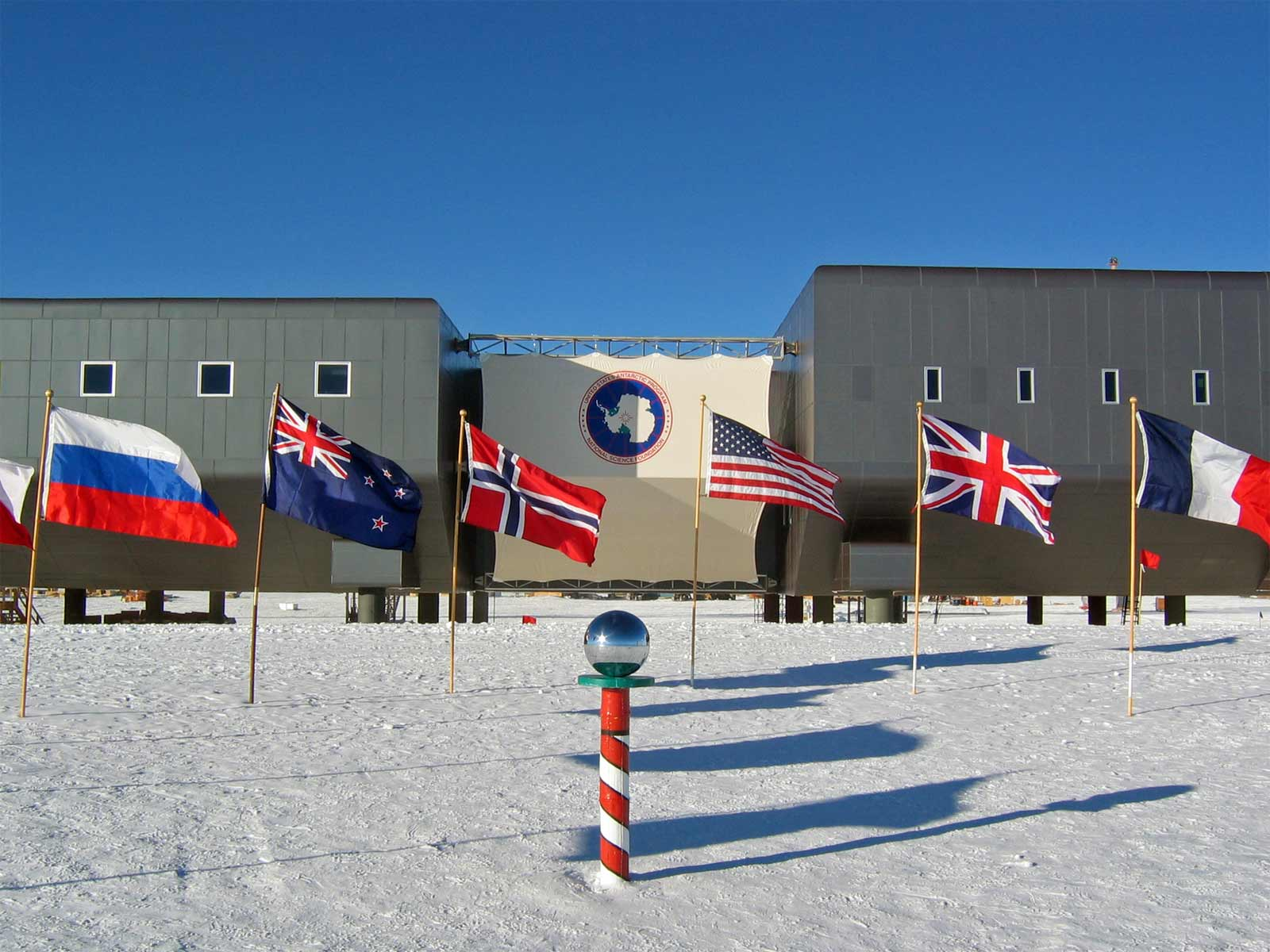
The Ceremonial South Pole as of February 2008.

대부분의 목적에서 지리 남극은 지구의 회전 축이 지표면과 교차하는 두 지점의 남쪽 지점(다른 곳은 북극 지형)으로 정의된다. 그러나 지구의 자전축은 실제로 매우 작은 "웨이블"(극기 운동)을 받으므로 이 정의는 매우 정밀한 작업에 적합하지 않다.
남극의 경도는 기하학적으로 정의되지 않고 무관하기 때문에 보통 90°S로 단순하게 주어진다. 경도가 필요할 때는 0°로 주어도 좋다.} 남극에서는 사방이 북쪽을 향한다. 이러한 이유로 북극의 방향은 위선을 따라 북쪽을 가리키는 "그리드 북쪽"에 비례하여 지정된다. 지리적으로 남극점은 남극대륙에 위치한다(그러나 지구의 역사는 대륙의 표류 때문에 지구의 역사의 모든 경우에 해당되지는 않았다). 해발 2,835미터의 고도에서 척박하고 바람이 잘 불지 않는 빙판 위에 위치하고 있으며, 고래의 만에서 가장 가까운 공해로부터 약 1,300km 떨어진 곳에 위치해 있다. 이 얼음의 두께는 약 2700m로 추정되기 때문에, 얼음판 아래의 지표면은 실제로 해수면과 가깝다. 남극 빙판은 북쪽으로 37°에서 40° 사이의 방향으로 매년 약 10m의 속도로 움직이고 있다. 따라서 지리적 극과 관련된 역의 위치와 기타 인공적인 특징들은 시간이 지남에 따라 점차 이동한다.

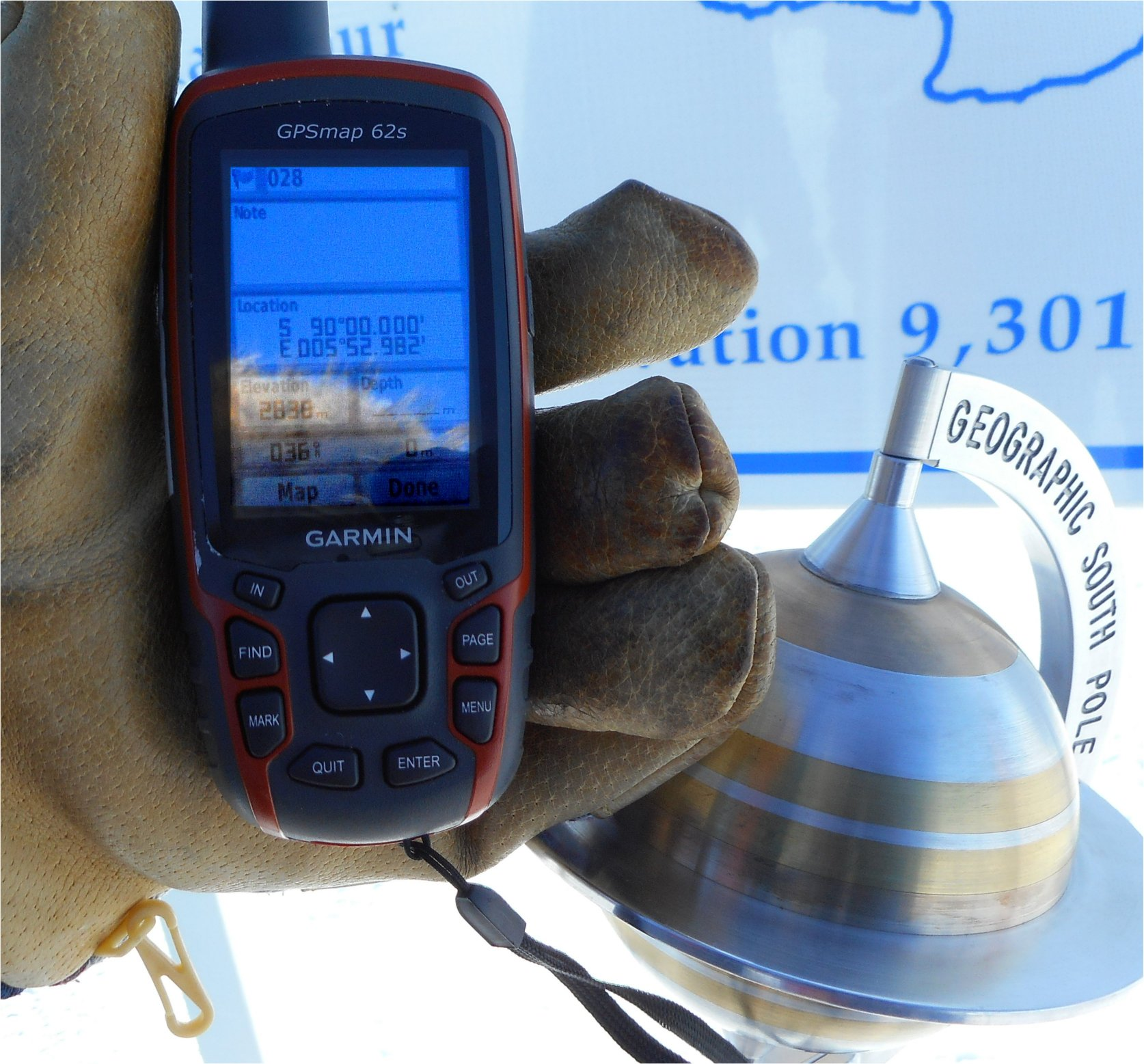
Garmin at 90 Deg South - South Pole

지리적으로 남극점은 작은 표지판과 함께 얼음의 말뚝으로 표시되어 있다; 이것들은 매년 1월 1일에 재배치, 재배치 기념식이 열린다. 얼음의 움직임에 의해 남극점의 위치도 변하고 있기 때문이다. 남극점 표지판에는 로알 아문센과 로버트 팰컨 스콧이 정복한 날짜가 각각 기록되어 있다.

### 기후
| 아문센-스콧 남극점 기지의 기후                                                                        | 아문센-스콧 남극점 기지의 기후 | 아문센-스콧 남극점 기지의 기후 | 아문센-스콧 남극점 기지의 기후 | 아문센-스콧 남극점 기지의 기후 | 아문센-스콧 남극점 기지의 기후 | 아문센-스콧 남극점 기지의 기후 | 아문센-스콧 남극점 기지의 기후 | 아문센-스콧 남극점 기지의 기후 | 아문센-스콧 남극점 기지의 기후 | 아문센-스콧 남극점 기지의 기후 | 아문센-스콧 남극점 기지의 기후 | 아문센-스콧 남극점 기지의 기후 | 아문센-스콧 남극점 기지의 기후 |
| 월 | 1월                            | 2월                            | 3월                            | 4월                            | 5월                            | 6월                            | 7월                            | 8월                            | 9월                            | 10월                           | 11월                           | 12월                           | 연간                           |
| --- | ------------------------------ | ------------------------------ | ------------------------------ | ------------------------------ | ------------------------------ | ------------------------------ | ------------------------------ | ------------------------------ | ------------------------------ | ------------------------------ | ------------------------------ | ------------------------------ | ------------------------------ |
| 역대 최고 기온 °C (°F)                                                                                | −14.8 (5.4)                    | −20.6 (−5.1)                   | −26.7 (−16.1)                  | −27.8 (−18.0)                  | −25.1 (−13.2)                  | −28.8 (−19.8)                  | −31.9 (−25.4)                  | −32.8 (−27.0)                  | −29.3 (−20.7)                  | −25.1 (−13.2)                  | −18.9 (−2.0)                   | −12.3 (9.9)                    | −12.3 (9.9)                    |
| 일평균 최고 기온 °C (°F)                                                                              | −26.0 (−14.8)                  | −37.9 (−36.2)                  | −49.6 (−57.3)                  | −53.0 (−63.4)                  | −53.6 (−64.5)                  | −54.5 (−66.1)                  | −55.2 (−67.4)                  | −54.9 (−66.8)                  | −54.4 (−65.9)                  | −48.4 (−55.1)                  | −36.2 (−33.2)                  | −26.3 (−15.3)                  | −45.8 (−50.4)                  |
| 일일 평균 기온 °C (°F)                                                                                | −28.4 (−19.1)                  | −40.9 (−41.6)                  | −53.7 (−64.7)                  | −57.8 (−72.0)                  | −58.0 (−72.4)                  | −58.9 (−74.0)                  | −59.8 (−75.6)                  | −59.7 (−75.5)                  | −59.1 (−74.4)                  | −51.6 (−60.9)                  | −38.2 (−36.8)                  | −28.0 (−18.4)                  | −49.5 (−57.1)                  |
| 일평균 최저 기온 °C (°F)                                                                              | −29.6 (−21.3)                  | −43.1 (−45.6)                  | −56.8 (−70.2)                  | −60.9 (−77.6)                  | −61.5 (−78.7)                  | −62.8 (−81.0)                  | −63.4 (−82.1)                  | −63.2 (−81.8)                  | −61.7 (−79.1)                  | −54.3 (−65.7)                  | −40.1 (−40.2)                  | −29.1 (−20.4)                  | −52.2 (−62.0)                  |
| 역대 최저 기온 °C (°F)                                                                                | −41.1 (−42.0)                  | −58.9 (−74.0)                  | −71.1 (−96.0)                  | −75.0 (−103.0)                 | −78.3 (−108.9)                 | −82.8 (−117.0)                 | −80.6 (−113.1)                 | −79.3 (−110.7)                 | −79.4 (−110.9)                 | −72.0 (−97.6)                  | −55.0 (−67.0)                  | −41.1 (−42.0)                  | −82.8 (−117.0)                 |
| 평균 강수량 mm (인치)                                                                                 | 0.3 (0.01)                     | 0.6 (0.02)                     | 0.2 (0.01)                     | 0.1 (0.00)                     | 0.2 (0.01)                     | 0.1 (0.00)                     | 0.0 (0.0)                      | 0.0 (0.0)                      | 0.1 (0.00)                     | 0.1 (0.00)                     | 0.1 (0.00)                     | 0.3 (0.01)                     | 2.3 (0.09)                     |
| 평균 강설량 cm (인치)                                                                                 | 0.3 (0.1)                      | 0.5 (0.2)                      | 0.0 (0.0)                      | 0.0 (0.0)                      | 0.3 (0.1)                      | 0.0 (0.0)                      | 0.0 (0.0)                      | 0.0 (0.0)                      | 0.0 (0.0)                      | 0.0 (0.0)                      | 0.0 (0.0)                      | 0.3 (0.1)                      | 1.3 (0.5)                      |
| 평균 강수일수 (≥ 0.1 mm)                                                                              | 0.2                            | 0.3                            | 0.2                            | 0.0                            | 0.2                            | 0.1                            | 0.0                            | 0.0                            | 0.1                            | 0.1                            | 0.1                            | 0.3                            | 1.6                            |
| 평균 강설일수                                                                                         | 22.0                           | 19.6                           | 13.6                           | 11.4                           | 17.2                           | 17.3                           | 18.2                           | 17.5                           | 11.7                           | 16.7                           | 16.9                           | 20.6                           | 203.0                          |
| 평균 월간 일조시간                                                                                    | 406.1                          | 497.2                          | 195.3                          | 0.0                            | 0.0                            | 0.0                            | 0.0                            | 0.0                            | 34.1                           | 390.6                          | 558.0                          | 616.9                          | 2,698.2                        |
| 평균 일일 일조시간                                                                                    | 13.1                           | 17.6                           | 6.3                            | 0.0                            | 0.0                            | 0.0                            | 0.0                            | 0.0                            | 1.1                            | 12.6                           | 18.6                           | 19.9                           | 7.4                            |
| 출처 1: Pogoda.ru.net (기온 - 평년값: 1981년~2010년, 극값: 1957년~현재)                               |                                |                                |                                |                                |                                |                                |                                |                                |                                |                                |                                |                                |                                |
| 출처 2: 독일 기상청 (강수: 1957년~1988년, 일조: 1978년~1993년), 미국 해양대기청 (강설: 1961년~1988년) |                                |                                |                                |                                |                                |                                |                                |                                |                                |                                |                                |                                |                                |

## 같이 보기
- 북극점
- 남극